# Horst Schättle
Horst Schättle (* 9. Dezember 1939 in Oberndorf am Neckar; † 27. September 2020 in Berlin) war ein deutscher Journalist. Von Februar 1998 bis zum 30. April 2003 war er Intendant des Senders Freies Berlin (SFB). 

## Ausbildung
Bis März 1960 besuchte Schättle die Schule in Oberndorf am Neckar und Karlsruhe und schloss mit dem Abitur ab.
Zwischen 1960 und November 1965 studierte Schättle Wirtschaftswissenschaften und Politik an den Universitäten Mannheim und Saarbrücken mit dem Abschluss Diplom-Kaufmann.

## Beruflicher Werdegang
Von 1965 bis zum 1. März 1966 war Schättle wissenschaftlicher Mitarbeiter am Lehrstuhl für Politische Wissenschaften an der Universität Mannheim (Rudolf Wildenmann). Er beschäftigte sich dort mit Wahlforschung.
1966 kam er als freier Journalist zum ZDF in Mainz, wo er als Autor und Redakteur bis zum 1. Juni 1968 bei Wahlsendungen mitarbeitete. Von 1968 bis 1971 war er Bonner Korrespondent im ZDF-Studio Bonn. Außerdem war er Kommentator und Autor für die Sendung Bonner Perspektiven, des Weiteren Parlamentsreporter und Berichterstatter bei Politikerreisen und Konferenzen.
Von 1971 bis 1977 war Schättle Redaktionsleiter und stellvertretender Hauptredaktionsleiter beim ZDF in Mainz und zugleich Leiter der Redaktion der Sendung Themen des Tages. Später wurde er Leiter der Senderedaktion heute und Präsentator der heute-Sendung. Zwischen 1977 und 1983 war er Hauptabteilungsleiter Innenpolitik. Außerdem moderierte er Wahlsendungen und die Reihe Länderspiegel und war bei Großereignissen als Kommentator und Teamchef tätig. Ferner war er Autor von Dokumentationen und Reportagen und Gastgeber einer Talkshow. Er entwickelte in dieser Zeit neue Formate wie zum Beispiel TED (Tele-Dialog), mobiles Wahlstudio und ZDF-Hearing.
Von 1983 bis 1988 war er Studioleiter des ZDF-Studios Paris und gleichzeitig Berichterstatter für Frankreich, die französischen Überseegebiete und das frankophone Afrika. Er unternahm zahlreiche Reportagereisen in afrikanische und pazifische Krisengebiete. Bis September 1989 war er Hauptredaktionsleiter Außenpolitik des ZDF in Mainz und gleichzeitig Moderator der wöchentlichen Sendung Auslandsjournal sowie Kommentator zu außen- und sicherheitspolitischen Themen.

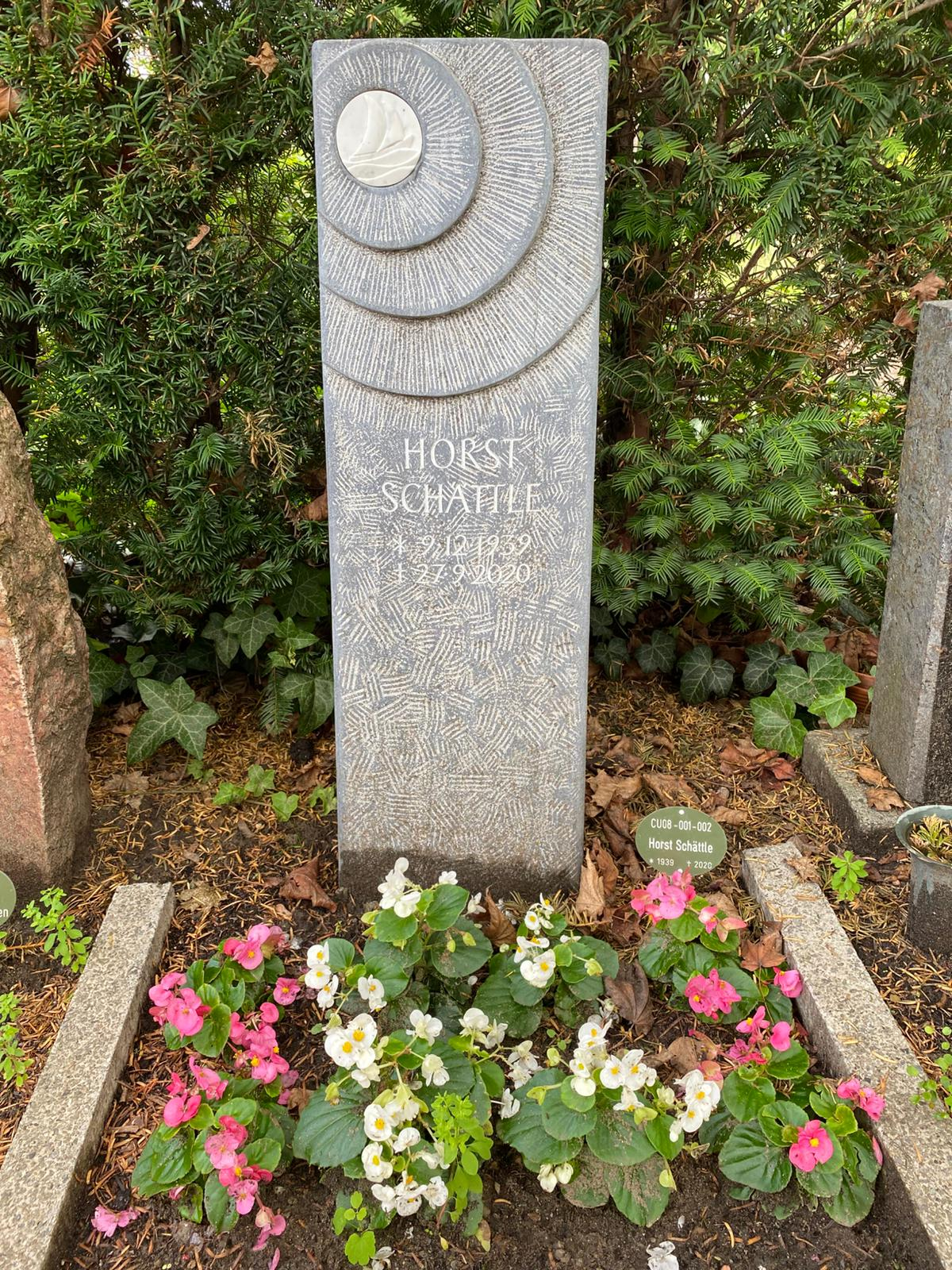
Grabstätte

In der Zeit von Oktober 1989 bis Februar 1998 war er beim SFB Programmdirektor Fernsehen. Schättle baute das Dritte Programm (B1) zum Vollprogramm aus. Zu der Zeit fanden umfangreiche Kooperationen mit dem ORB, dem MDR und dem Deutsche Welle-TV statt. Im Zuge der deutschen Einheit wurden Rationalisierungs- und Umstrukturierungsmaßnahmen durchgeführt. Schättle wurde Vorsitzender des DVB-Lenkungsausschusses der ARD, Verantwortlicher Direktor für die Internationale Funkausstellung und Vorsitzender des Beirates Hauptstadtstudio Berlin.
Als Intendant des SFB trug er in der Zeit von Februar 1998 bis Mai 2003 zur weiteren Konsolidierung des SFB bei. Er führte eine Neuverhandlung der Radio-Kooperation mit dem ORB durch und bereitete die Fusion des SFB mit dem ORB vor, die mit dem Ende der Amtszeit im Mai 2003 gegen erhebliche Widerstände abgeschlossen wurde.
Horst Schättle starb im Alter von 80 Jahren und wurde auf dem Friedhof der Dorotheenstädtischen und Friedrichswerderschen Gemeinden in Berlin-Mitte beigesetzt.

## Journalistenpreise
- 1982 Goldener Gong für Rekonstruktionen: Schleyer-Entführung, gemeinsam mit Horst Keller, Ruprecht Eser, Claudia Pörings und Wolf von Holleben
- Jakob-Kaiser-Preis
- Deutscher Wirtschaftsfilmpreis

## Veröffentlichungen
- zusammen mit Karlheinz Rudolph: Bemerkungen zu einem Nachrichtenalltag. In: Fritz Hufen, Wolfgang Lörcher: Phänomen Fernsehen: Aufgaben, Probleme, Ziele, dargestellt am ZDF. Econ, Düsseldorf/Wien 1978, ISBN 978-3-430-17474-9.
- Von der Wirklichkeit erfaßt. In: Hans Wallow (Hrsg.): Bitte einsteigen: Berichte aus dem politischen Alltag. Urheber, Bonn 1982, ISBN 3-88540-010-3.
- Die Rolle des Moderators. In: Heinz-Dietrich Fischer (Hrsg.): Fernsehmoderatoren in der Bundesrepublik: Top-Medienprofis zwischen Programmauftrag und Politik (= TR-Praktikum; 1). TR-Verlagsunion, München 1983, ISBN 3-8058-1633-2.
- Les Medias. In: Marcel Schneider, Christian Bourgeois: Allemagne. Éditions Sun, Paris 1987, ISBN 2-7191-0285-7.
- Frankreich. In: Das Bild unserer Welt. Stuttgart/München 1991
- Mit Brandt und Scheel in Moskau. In: Dieter Zimmer (Hrsg.): Dramatische Augenblicke: Fernsehreporter über ihre aufregendsten Erlebnisse. Deutsche Verlags-Anstalt, Stuttgart 1993, ISBN 3-421-06637-X.